# 三刻志
『三刻志』（さんこくし）は、1996年8月にアーケードゲームとしてミッチェルが開発、発売した麻雀牌を用いたパズルゲームである。

## 概要
麻雀牌を用いたパズルゲームとしてよく知られたものには、他社作品の上海や同社作品の長江などがあり、本作も基本ルールは「盤面上に積み上げられた麻雀牌を、特定のルールに従って取り除いていく」ものとなっている。しかし、ルールの細部は以下のように異なったものとなっている。
上海や長江は、同一牌（季節牌と花牌に限り、同種牌で取ることも可能）2牌を取り除いていくというものであるが、本作では面子（刻子あるいは順子）となる3牌を取り除いていくルールとなっている。上海や長江のクリア条件は「全牌を取り除くこと」であるが、本作のクリア条件は「特定の面子4組を取り除くこと」となっている。
本作の盤面には絵が描かれており、イージーモードでは男性武将、ノーマルモードでは女性武将の絵が描かれる。また、一部の面の絵には脱衣要素が含まれている。牌を取り除くことで、またクリアすることで、これらの絵を確認することが可能となっている。

## ゲームシステム
全3面からなる「イージーモード」と全8面からなる「ノーマルモード」から選択してプレイする。
各面の開始時、盤面上に麻雀牌が積み上げられるとともに、クリア条件となる「4つの面子」が提示される。クリア条件となる面子は、プレイ中、画面下部に常時表示される。
盤面に積み上げられた麻雀牌のうち、以下の条件を全て満たす場合に、牌を選択することが可能となる。
- その牌の上に別の牌が積み上がっていないこと
- その牌の上下左右のうち、最低2箇所が空いている（他の牌に隣接していない）こと

1牌を選択すると、上記の条件に加え、その選択した1牌を含む面子を構成する牌だけが選択可能となり、2牌目、3牌目を選択した後、面子となった3牌が盤面上から取り除かれる。選択した面子がクリア条件に示される面子であれば、取り除かれた牌は手元に加えられる。なお、順子には「123」「456」「789」の組だけが使用可能であり、「234」「345」「567」「678」の組を使用することはできない。
牌選択中、常時タイムゲージが消費され、タイムゲージが全て失われるとゲームオーバーとなる。なお、盤面から面子を取り除くと、そのたびに一定時間、タイムゲージは回復する。
手元に加えられた牌が3組揃った段階で立置の演出が行なわれ、4組揃った段階でクリアを意味する門前自摸の演出、雀頭2牌が加えられて役名の表示が行なわれ、クリアとなる。クリア後、クリアボーナス、残り牌ボーナス（牌を多く残したままクリア条件を満たすことでより高得点となる）、タイムボーナスが加算され、次の面に移る。
数牌を刻子として取り除くか順子として取り除くかの選択結果や、牌を取り除く順番によっては、クリア条件を満たす前にどの牌も取り除くことができなくなる（手詰まりとなる）場合がある。この場合もゲームオーバーとなる。手詰まりとなる最後の面子を取り除く前であれば、救済措置「HELP」機能と「BACK」機能を使用することが可能である。「HELP」機能を用いるとその時点で取り除き可能な牌の表示が、「BACK」機能を用いると取り除いた面子の直前1回分の取り消しが行なえる。また、各面の最初からやり直す「ALL BACK」機能も設けられている。「HELP」機能と「BACK」機能はゲーム通じて4回まで、「ALL BACK」機能は1回使用可能となっており、後述のお助け機能を使用することで補充が可能となっている。
時間切れあるいはゲームオーバーとなった場合、同じ牌構成の面をプレイするか、別の牌構成の面をプレイするかを選択することが可能である。

## 面構成
イージーモードは全3面となっている。また、後述の通り、イージーモードではゲームを有利にする機能が始めから用意されている。
| 面数 | 面名称   | 備考 |
| ---- | -------- | ---- |
| 1    | 張飛翼徳 |      |
| 2    | 関羽雲長 |      |
| 3    | 劉備玄徳 |      |

ノーマルモードは全8面となっている。
| 面数 | 面名称     | 備考                                         |
| ---- | ---------- | -------------------------------------------- |
| 1    | 桃園結義   |                                              |
| 2    | 連環計     | この面より、脱衣性を伴う女性武将の画像となる |
| 3    | 劉備敗走   |                                              |
| 4    | 古城再會   |                                              |
| 5    | 天下三分計 |                                              |
| 6    | 張飛大喝   |                                              |
| 7    | 大戦長坂玻 |                                              |
| 8    | 草舩借箭   |                                              |

## お助け機能
イージーモード、ノーマルモードともに、2面以降ではお助け機能として、各面が始まる前に群英会に現れる武将からスコアを消費してゲームを有利にする機能を獲得することが可能となっている。なお、モードやプレイ面数によっては、お助け機能が始めから獲得状態となっている場合もある。
| 武将名 | 効果                              | 必要スコア | 備考                       |
| ------ | --------------------------------- | ---------- | -------------------------- |
| 関平   | カーソルSPEED UP!                 | 3,000      |                            |
| 趙雲   | マークできる牌が黄色に            | 5,000      | ビギナーモードでは初期選択 |
| 張飛   | マークできる牌が明るい            | 10,000     | ビギナーモードでは初期選択 |
| 周揄   | 例題を2組取るまでマーク牌にガイド | 50,000     | ビギナーモードでは初期選択 |
| 馬超   | 例題を2組取るまでTIME UP          | 75,000     |                            |
| 黄忠   | ALL BACK +1                       | 80,000     |                            |
| 姜維   | HELP +1                           | 95,000     |                            |
| 馬良   | BACK +1                           | 95,000     |                            |
| 関羽   | 終了までTIME UP                   | 150,000    |                            |
| 水境   | 40秒 TIME STOP                    | 200,000    |                            |
| 孔明   | 終了するまでマーク牌にガイド      | 250,000    | ビギナーモードでは初期選択 |